# Шмирін Аркадій Романович
Арка́дій Ром́анович Шм́ирін (8 березня 1954, Миколаїв — 10 лютого 1991, Миколаїв) — український радянський шахіст, майстер спорту СРСР (1977). Шаховий тренер.

## Біографія

### Шахова кар'єра
• чемпіон Миколаївської області у 1971 році.

• учасник чотирьох чемпіонатів України, найкращий результат поділ 4–5 місць у 1981 році.

• учасник відбіркового турніру 51-го чемпіонату СРСР (Миколаїв, 1983), де набрав 7½ очок із 17.

• призер «Меморіалу Юхима Когана» в Одесі (1977), де виконав норму майстра спорту.

### Тренерська діяльність
Аркадій Шмирін активно займався тренерською роботою, особливо плідно співпрацюючи зі своєю дружиною, Ларисою Мучник. Під його керівництвом вона досягла значних успіхів:
• срібна (1983) та бронзова (1984) призерка чемпіонатів СРСР.

• дворазова чемпіонка України (1980, 1985).

• призерка міжнародного турніру в Дєчіні (1982).

• учасниця зональних турнірів (1981, 1985).

Останніми роками життя обіймав посаду заступника голови Федерації шахів Миколаївської області.
Після його смерті у 1991 році, в Миколаєві щорічно проводиться меморіальний турнір зі швидких шахів, присвячений пам'яті Аркадія Шмиріна. Після смерті Лариси Мучник (2015) до назви турніру додано і її ім'я.

### Сім'я
Дружина — Лариса Мучник, племінниця — Євгенія Шмиріна.

## Турнірні результати

### Чемпіонати України
Аркадій Шмірін зіграв у чотирьох фінальних турнірах чемпіонатів України, набравши загалом 20½ очок з 42 можливих (без врахування 12 партій чемпіонату 1980 року).
| Рік  | Місто           | Турнір                 | + | − | = | Результат | Місце |
| ---- | --------------- | ---------------------- | - | - | - | --------- | ----- |
| 1973 | Дніпропетровськ | 42-й чемпіонат України | 5 | 4 | 4 | 7 з 13    | 33    |
| 1980 | Харків          | 49-й чемпіонат України | ? | ? | 1 | ½ з 13    | ?     |
| 1981 | Ялта            | 50-й чемпіонат України | 4 | 2 | 8 | 8 з 14    | 4—5   |
| 1985 | Ужгород         | 54-й чемпіонат України | 3 | 7 | 4 | 5 з 14    | 12    |